# Tyrinthia scissifrons
Tyrinthia scissifrons là một loài bọ cánh cứng trong họ Cerambycidae.